# Pawliwka (prysywaśka silśka hromada)
Pawliwka (ukr. Павлівка) – wieś na Ukrainie, w obwodzie chersońskim, w rejonie kachowskim, w prysywaskiej silskiej hromadzie. W 2001 liczyła 1286 mieszkańców, spośród których 1040 wskazało jako ojczysty język ukraiński, 38 rosyjski, 2 mołdawski, 3 ormiański, a 203 inny.